# Laura Rafferty
Laura Marie Rafferty (* 29. April 1996 in Southampton) ist eine nordirische Fußballspielerin. Sie steht derzeit beim FC Southampton unter Vertrag und spielte 2013 erstmals für die nordirische Nationalmannschaft.

## Karriere

### Vereine
Laura Rafferty begann im Alter von acht Jahren damit, Fußball zu spielen. In ihrer Jugend spielte sie beim FC Southampton sowie beim Hampshire Centre of Excellence.
Ihre Karriere begann sie 2014 beim Chelsea FC Women. Für einen Teil des Jahres 2016 wurde sie an Oxford United ausgeliehen. Nach drei Saisons bei Chelsea wechselte sie zu Brighton & Hove Albion und spielte für den Verein in der zweiten englischen Liga. Nach dem Aufstieg der Mannschaft spielte sie dann in der FA Women’s Super League.
Im September 2020 wurde Rafferty dann für die Saison 2020/21 an Bristol City ausgeliehen. Da die Mannschaft am Ende der Saison den letzten Tabellenplatz belegte, stieg sie in die zweite Liga ab.
Am 5. Juli 2021 wechselte Rafferty dann zum FC Southampton in die FA Women’s Premier League. In der Saison 2021/22 stieg die Mannschaft dann in die zweite Liga auf.

### Nationalmannschaft
Am 6. März 2013 kam Rafferty bei einem Spiel gegen die irische Fußballnationalmannschaft der Frauen erstmals für die nordirische Nationalmannschaft zum Einsatz. Bei der Fußball-Europameisterschaft der Frauen 2022 kam sie in einem Spiel zum Einsatz.